# لیتیم یدید
لیتیم یدید ترکیبی از لیتیم و ید است. هنگامی که در برابر هوا قرار می‌گیرد به رنگ زرد درمی‌آید که به علت اکسیداسیون ید است.